# Łabapa
Łabapa (niem. Labab) – osada w Polsce, w województwie warmińsko-mazurskim, w powiecie węgorzewskim, w gminie Węgorzewo, położona nad jeziorem Łabap. Miejscowość należy do sołectwa Radzieje.
W latach 1975–1998 miejscowość należała administracyjnie do województwa suwalskiego.

## Nazwa
28 marca 1949 r. ustalono urzędową polską nazwę miejscowości – Łabapa, określając drugi przypadek jako Łabapy, a przymiotnik – łabapski.

## Historia
Miejscowość znana była już w 1565. W tym czasie miała powierzchnię 32 włók. Folwark Łabapa w roku 1858 miał powierzchnię 20 włók. Miejscowość od chwili powstania do roku 1945 należała do rodziny Lehndorffów ze Sztynortu. Łabapa została oszczędzona w czasie pacyfikacji Prus Książęcych przez Tatarów, ponieważ Polacy nadzorujący Tatarów uważali, że Tarławki należą do pułkownika wojsk koronnych Bogusława Lehndorfa, ojca Bogusława Albrechta.
Po 1945 powstał w Łabapie PGR, który w ostatniej fazie ich funkcjonowania należał do zakładu rolnego w Stawiskach, podlegającego PPGR w Srokowie. W PGR-ze była obora na 120 krów dojnych.

## Demografia
W 1565 mieszkały tu 22 rodziny (chłopi), w roku 1719 mieszkało tu 10 rodzin (w tym 7 o polskich nazwiskach). W 1858 mieszkało tu 159 osób. W 1990 r. w Łabapie mieszkało 17 rodzin, większość z nich zatrudniona była w produkcji zwierzęcej przy obsłudze obory.

## Infrastruktura
Do Łabapy biegnie utwardzona droga ze Stawisk. Przez miejscowość przechodzi także droga gruntowa biegnąca z Radziej do drogi utwardzonej łączącej Kamionek Wielki ze Sztynortem. Droga gruntowa z Łabapy na jej odcinku północnym posiada odgałęzienie na wschód, drogę do cmentarza z kaplicą grobową Lehndorffów. Z drogi tej często korzystają grupy turystów rowerowych.

## Ciekawostki
W początkach XX wieku w Łabapie znajdował się wiatrak. Z górnego jego piętra widoczne były Upałty.
Najstarszym budynkiem mieszkalnym w Łabapie jest dawna rządcówka, po II wojnie światowej był to budynek funkcyjny PGR, przeznaczony dla brygadzistów oborowych, od końca XX wieku własność prywatna. Pod budynkiem znajduje się piwnica (obecnie częściowo zamurowana).